# Irlanda all'Eurovision Young Musicians
L'Irlanda ha debuttato all'Eurovision Young Musicians 1986, svoltosi a Copenaghen, in Danimarca. Non è mai riuscita a superare le selezioni preliminari, e non ha quindi mai raggiunto la serata finale.

## Partecipazioni
- Primo posto
- Secondo posto
- Terzo posto

| Anno                                    | Artista           | Strumento   | Canzone                                                  | Posizione       | Posizione       |
| Anno                                    | Artista           | Strumento   | Canzone                                                  | Finale          | Semifinale      |
| --------------------------------------- | ----------------- | ----------- | -------------------------------------------------------- | --------------- | --------------- |
| 1986                                    | Seamus Conroy     | Violino     | N.A.                                                     | Non qualificata | Non qualificata |
| 1988                                    | Dearbha Collins   | Pianoforte  | N.A.                                                     | Non qualificata | Non qualificata |
| 1990                                    | Patricia Moynihan | Flauto      | N.A.                                                     | Non qualificata | Non qualificata |
| Nessuna partecipazione nel 1992         |                   |             |                                                          |                 |                 |
| 1994                                    | Finghin Collins   | Pianoforte  | 1) Preludio in C-sharp minore, Op.45, di Frédéric Chopin | Non qualificata | Non qualificata |
| 1996                                    | Gerald Peregrine  | Violoncello | N.A.                                                     | Non qualificata | Non qualificata |
| 1998                                    | Cora Venus Lunny  | Violino     | N.A.                                                     | Non qualificata | Non qualificata |
| 2000                                    | Rebecca Čápová    | Pianoforte  | N.A.                                                     | Non qualificata | Non qualificata |
| Nessuna partecipazione dal 2002 al 2024 |                   |             |                                                          |                 |                 |